# Гришко Володимир Васильович
Володимир Васильович Гришко (нар. 1 травня 1945, село Новоселівка Зіньківського району Полтавської області) — український діяч, голова Полтавської обласної ради (2002—2006 рр.). Доктор економічних наук (1997). Академік Української академії економічної кібернетики.

## Життєпис
У 1964—1967 роках — служба в Радянській армії. З 1967 року — майстер, начальник планового відділу Полтавської обласної сільгосптехніки.
У 1972 році закінчив Харківський державний університет за спеціальністю планування народного господарства.
У квітні 1979 — січні 1986 року — заступник голови Полтавської обласної сільгосптехніки з економічних питань. Член КПРС.
У січні — березні 1986 року — заступник начальника відділу, у березні 1986 — лютому 1989 року — секретар партійного комітету Полтавського обласного агропромислового об'єднання.
У лютому 1989 — червні 1992 року — заступник начальника головного планово-економічного управління виконавчого комітету Полтавської обласної ради народних депутатів.
У червні 1992 — липні 1994 року — начальник головного управління економіки і ринку — заступник голови Полтавської обласної державної адміністрації.
У 1993 році закінчив Український інститут ринкових відносин і підприємництва за спеціальністю зовнішньоекономічна діяльність.
У липні 1994 — липні 1995 року — заступник голови виконавчого комітету Полтавської обласної ради. У липні 1995 — травні 1996 року — начальник управління економіки Полтавської обласної державної адміністрації.
У травні 1996 — квітні 2001 року — заступник голови Полтавської обласної державної адміністрації з організаційних питань; керівник секретаріату Полтавської обласної державної адміністрації; заступник голови Полтавської обласної державної адміністрації з питань економіки; начальник управління економіки Полтавської обласної державної адміністрації; голови Полтавської обласної державної адміністрації з економічних питань; начальник Головного управління економіки Полтавської обласної державної адміністрації. Працював завідувачем кафедри менеджменту Полтавського технічного університету.
У червні — вересні 2002 року — заступник голови Полтавської обласної ради.
12 вересня 2002 — 28 квітня 2006 року — голова Полтавської обласної ради. Член Партії регіонів.
Потім — завідувач кафедри менеджменту Полтавського технічного університету, директор Навчально-наукового інституту фінансів, економіки та менеджменту Полтавського національного технічного університету імені Юрія Кондратюка.
Досліджує питання формування соціально-економічного розвитку регіонів, управління ресурсозбереженням.

## Нагороди та відзнаки
- заслужений економіст України
- Почесна грамота Верховної Ради України